# Carlos Alberto Vázquez
Carlos Alberto Vázquez (nascido em 13 de fevereiro de 1934) é um ex-ciclista olímpico argentino. Vázquez representou sua nação em dois eventos nos Jogos Olímpicos de Verão de 1964, em Tóquio.